# Micropholcus jacominae
Micropholcus jacominae är en spindelart som beskrevs av Christa L. Deeleman-Reinhold och van Harten 200. Micropholcus jacominae ingår i släktet Micropholcus och familjen dallerspindlar. Inga underarter finns listade i Catalogue of Life.